# Koelschip (scheepstype)

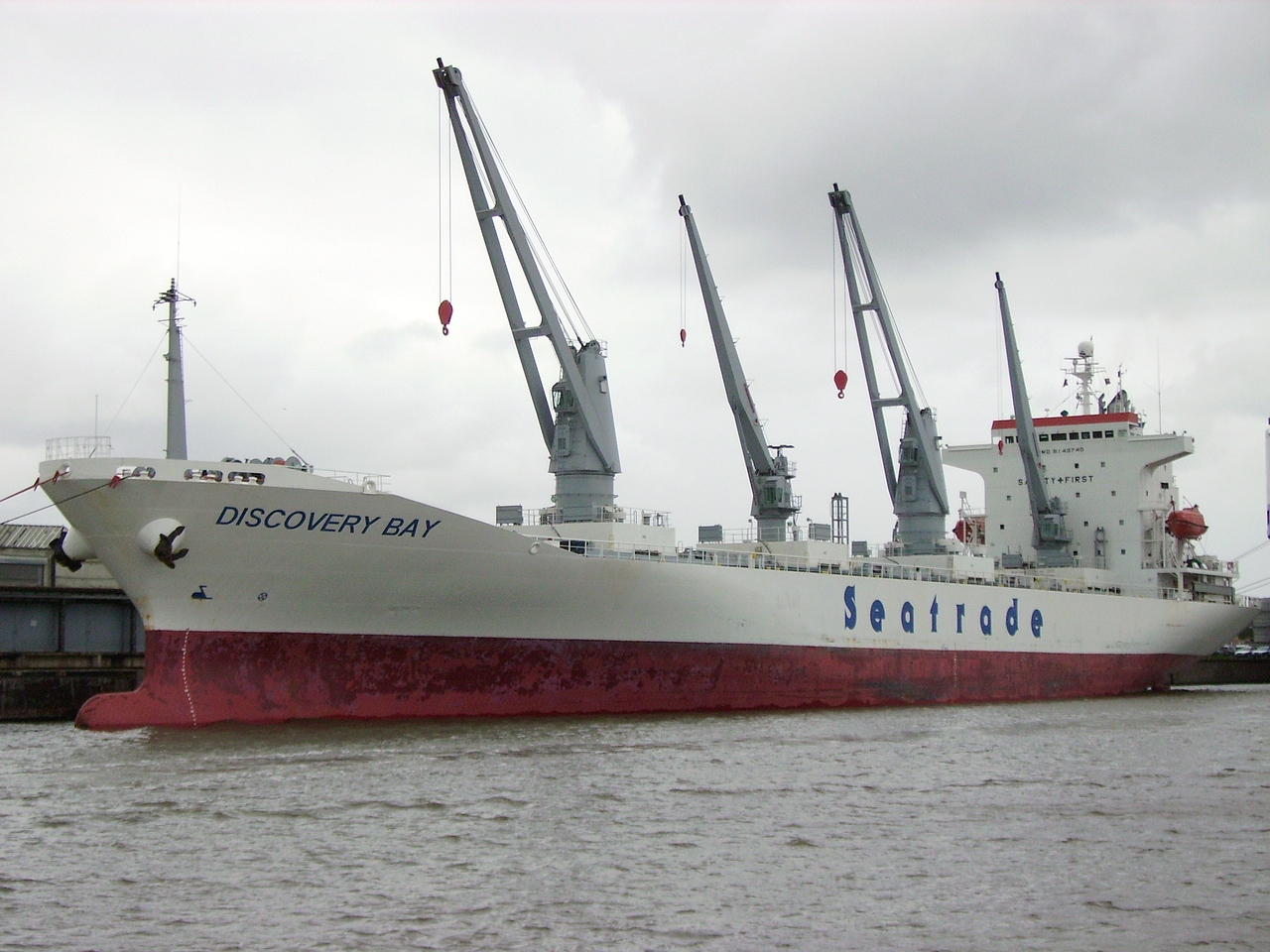
De Discovery Bay van Seatrade

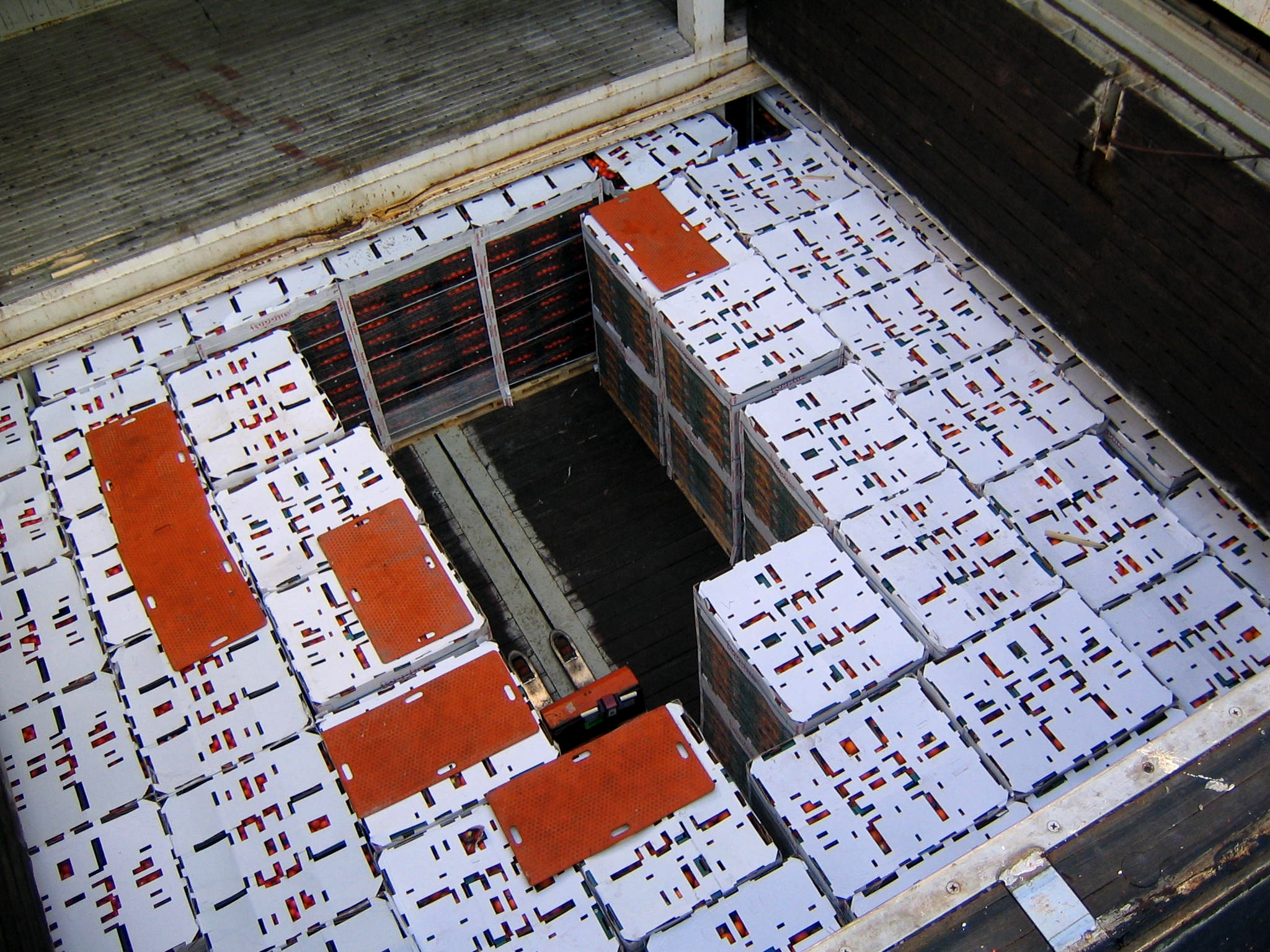
Ruim van een koelschip

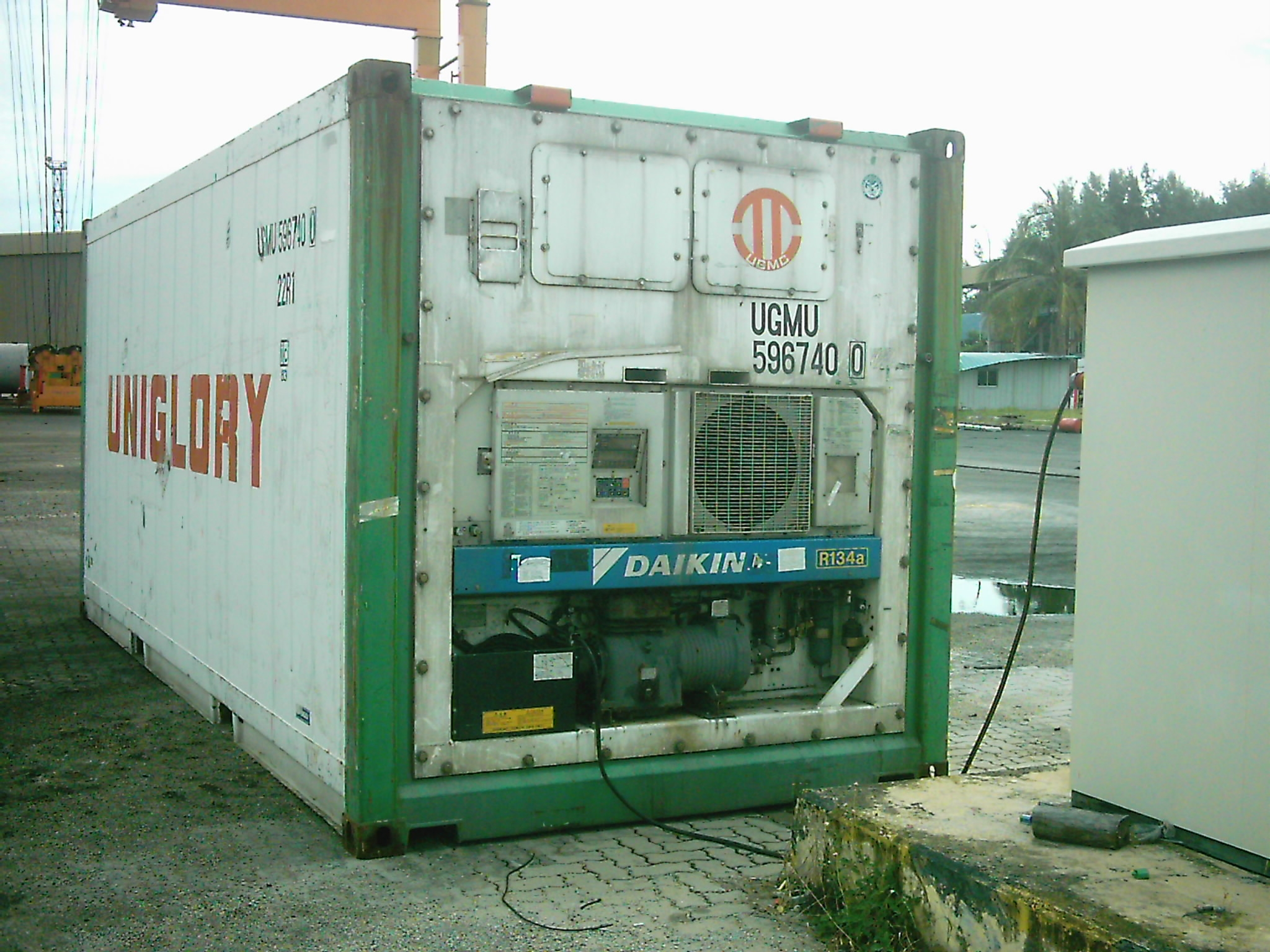
Container met koeling

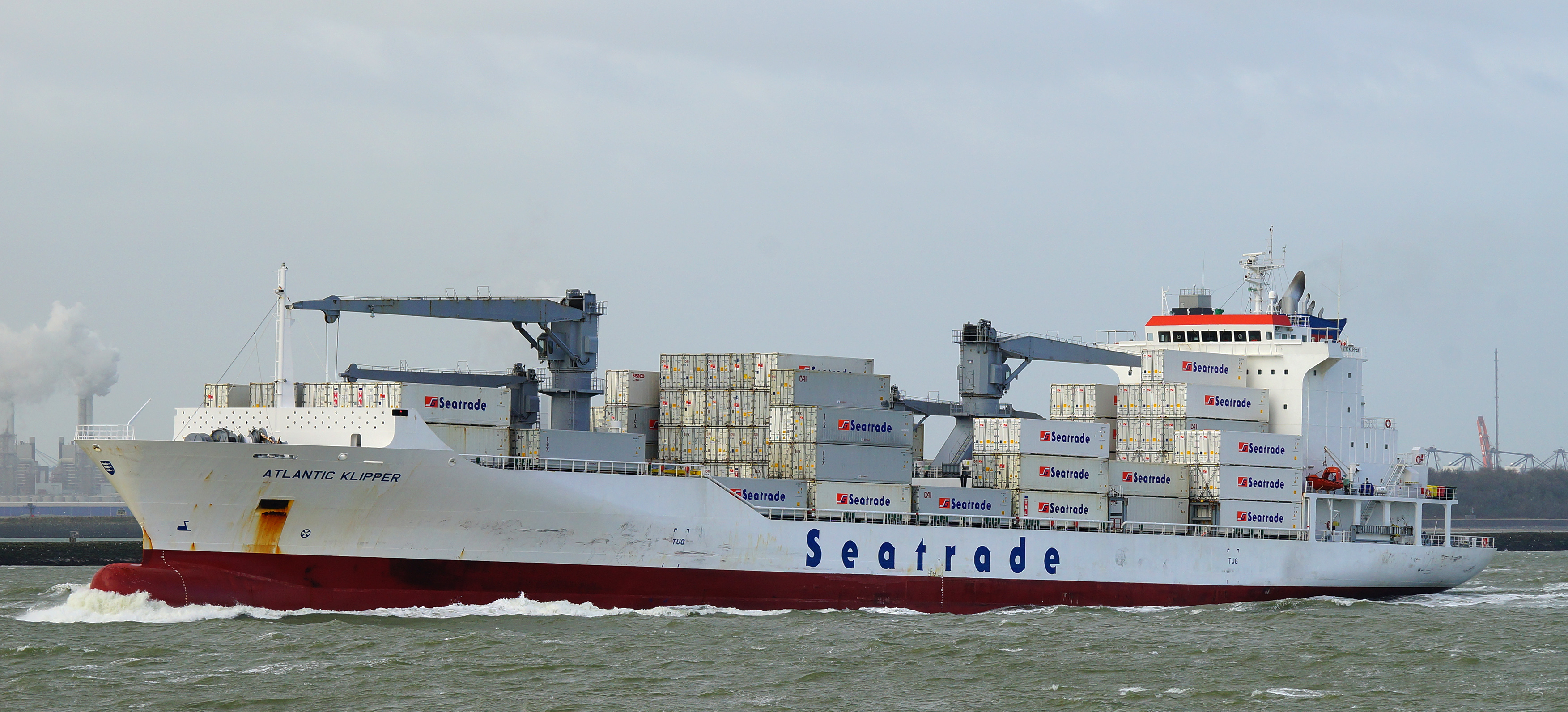
Atlantic Klipper met 200 aansluitingen voor 40 voet containers boven de koelruimen

Een koelschip, ook wel refrigerated ships of kortweg reefer genoemd, vervoert lading in laadruimen waarin de temperatuur kunstmatig laag wordt gehouden. De lading bestaat uit bederf onderhevige etenswaren, zoals fruit, vooral bananen en citrusvruchten en wanneer de temperatuur ver onder nul wordt gehouden ook vlees of vis.

## Koel- en vriesschepen
De ruimen van het schip kunnen gekoeld worden tot zo’n –20 °C. De ruimen worden geïsoleerd, hiervoor wordt glaswol toegepast. Glaswol heeft als voordelen dat het een slechte warmtegeleider, niet brandbaar en niet hygroscopisch is.
Om de gewenste temperatuur te bereiken wordt gebruik gemaakt van luchtkoeling of brijn- of pekelkoeling. Bij luchtkoeling is de term koelruimen gebruikelijk. Dit wordt toegepast bij het vervoer van fruit waarbij de temperatuur boven het nulpunt blijft. Met ventilatoren wordt lucht langs brijnwater gekoelde buizen geleid en in het ruim geblazen. In het ruim zijn roosters aangebracht om de toevoer van de gekoelde lucht te reguleren. Gekoelde producten worden tussen 0 °C en +13,3 °C vervoerd. Bij het transport onder het nulpunt is de term vrieskamers gangbaar. De koeling gebeurt met zeer koud brijn- of pekelwater dat via leidingen onder het dek, langs schotten en de wanden stroomt. De lading mag niet met de leidingen in contact komen. Vriesgoed wordt vervoerd op –20 °C.
De koelschepen hebben naast de koelsystemen andere noodzakelijke voorzieningen, waaronder een systeem om het koelsysteem te ontdooien, meer meet- en regelapparatuur om de temperatuur in de ruimen en kamers te controleren en op peil te houden, extra generatoren om het koelsysteem van elektriciteit te voorzien en extra waterpompen om het condenswater af te voeren wanneer de lading op de juiste temperatuur wordt gebracht.
Er bestaat verder een verschil in afmetingen en snelheid. Schepen die worden gebruikt voor gekoeld vervoer zijn groter (> 100 meter) en sneller (> 20 knopen). Deze hogere snelheid is nodig om het bederf van de gekoelde lading (meestal fruit) zo veel mogelijk te beperken en deze schepen worden daarom ook wel fruitjagers genoemd. Vriesschepen zijn veelal kleiner en langzamer. Koelschepen zijn meestal wit geschilderd om de warmte van de zon te reflecteren.
Koelschepen zijn ontworpen voor de bananenvaart vanuit Latijns-Amerika of West-Afrika naar Europa. Bij een maximumsnelheid van rond de 20 zeemijl per uur is het nog juist mogelijk de bananen binnen veertien dagen naar West-Europa te vervoeren en ze daar 'nog groen' te lossen. Bij een lagere snelheid zou het percentage gele bananen (oninteressant voor de markt) bij lossing te hoog.
In 1993 was het gekoeld transport over zee als volgt verdeeld naar producten: bananen vertegenwoordigde het grootste volume met 40%, gevolgd door citrusvruchten met 16,5% en ander fruit (denk aan kiwi en druiven, 13,5%). Het aandeel vlees was zo’n 17% en vis had een aandeel van 10%.
Een modernere vorm van gekoeld transport gaat met containers. De containers hebben veelal een eigen generator en koelmachine aan de buitenzijde bevestigd en krijgen op de schepen een stroomaansluiting. Containers kunnen ook aangesloten worden op een centraal luchtkoelsysteem. Er zijn containers van 20 en 40 voet lang en kunnen een temperatuur bereiken en vasthouden tussen de –30 °C en +30 °C. Ze kunnen tot 30 ton aan vracht meenemen. Op het dek van de reefer zijn plaatsen gekomen waar deze containers kunnen staan als aanvulling op de capaciteit onderdeks. Gewone containerschepen kunnen deze containers ook meenemen, maar dan zijn speciale voorzieningen noodzakelijk, en zijn hierdoor een concurrent geworden van de traditionele reefers.

## Geschiedenis
Koelschepen kwamen aan het einde van de 19e eeuw in de vaart. Het begon met het transport van vlees, maar later zijn daar bananen en vis bijgekomen. Het Verenigd Koninkrijk kampte met een vleestekort terwijl er voldoende vee en dus vlees beschikbaar was in Australië, Nieuw-Zeeland en Argentinië. De grote afstanden en dus lange reistijd maakte het vleestransport echter onmogelijk. Voor de introductie van de koelschepen werd de lading gekoeld met natuurlijk ijs in een geïsoleerde ruimte, deze oplossing was alleen mogelijk voor transport met een korte reisduur.
In 1861 werden in Sydney de eerste vriesinstallaties gebouwd en al snel werd de technologie toegepast in de scheepvaart. De eerste Australische pogingen om vlees te verschepen mislukten, maar werden opgevolgd door een beperkt succes met het Franse schip Frigorifique in 1877 en met succes met de Paraguay een jaar later. In 1882 maakte het klipperzeilschip Dunedin een succesvolle reis van Nieuw-Zeeland naar Groot-Brittannië. Dit schip was uitgerust met een door kolen aangedreven compressiekoeling waardoor het vlees in bevroren toestand de grote afstand overbrugde. Dit succes werd door andere reders opgepikt en in 1912 voeren al 251 koelschepen met vlees over grote afstanden. Voor de exporterende landen was dit een grote vooruitgang, naast wol en huiden werden nu ook schapen- en rundvlees verkocht aan markten overzee.
Bananen werden al vervoerd van de belangrijkste productiegebieden in Midden-Amerika naar de Noord-Amerikaanse markt. Een Britse reder begon met het transport van bananen over de Atlantische Oceaan. In 1901 zette Imperial Direct West India Line het passagiersschip Port Morant, met een koelruimte, in voor het vervoer van bananen, post en passagiers van Jamaica naar Bristol. Dit was ongeveer twee decennia na de aankomst van de eerste lading bevroren vlees in Londen. De bananen arriveerde in goede staat en er werd een reguliere dienst met bananen naar Europa geopend.
Voor de vistransporten waren de afstanden minder groot en aanvankelijk kon worden volstaan met ijs wat van de wal werd meegenomen. In 1911 patenteerde de Deen Ottesen een proces van het invriezen van vis in pekel. Deze installatie werd ingebouwd in de schepen en de Japanse overheid subsidieerde de introductie van deze koeltechnologieën aan het begin van de 20e eeuw. In 1930 werd snelvriesappartuur ontwikkelt hetgeen het mogelijke maakte voor vissersschepen om gevangen vis snel en aan boord in te vriezen.